# Santa Maria a Cetrella
Santa Maria a Cetrella je franjevačka kapela i samotište u Anacapriju, na otoku Capriju, Italija. Nazivaju je "najnezemaljskom crkvom na Capriju", u njoj se nalazi kip Madone koji štuju hodočasnici, uključujući Rainera Mariju Rilkea. Izgrađena u srednjem vijeku, njezine značajke uključuju štukaturu, s niskim svodom.
Nalazi se na planini Solaro u regiji Cetrella. U srednjem vijeku stanovnici Capriotea molili su se Santa Maria a Cetrella da zagovara u korist otočkih ribara.